# Phaius lyonii
Phaius lyonii är en orkidéart som beskrevs av Oakes Ames. Phaius lyonii ingår i släktet Phaius och familjen orkidéer.
Artens utbredningsområde är Filippinerna. Inga underarter finns listade i Catalogue of Life.